# Лу Шає
Лу Шає (кит.: 卢沙野, 1964, Нанкін) — китайський дипломат, який зараз працює послом Китаю у Франції та Монако.

## Скандали
В ефірі французького телеканалу LCI, у інтерв'ю для Даруіуса Рошебіна, заявив, що «колишні радянські республіки не мають ефективного статусу в міжнародному праві, оскільки немає міжнародної угоди, яка б матеріалізувала їхній статус суверенної країни». Стосовно Криму дипломат висловився: «Крим від самого початку належав Росії. Це Хрущов подарував Крим Україні за часів Радянського Союзу».